# Tolmerus lesinensis
Tolmerus lesinensis là một loài ruồi trong họ Asilidae. Tolmerus lesinensis được Palm miêu tả năm 1876. Loài này phân bố ở vùng Cổ Bắc giới.